# دوروثي جيمس
دوروثي جيمس (بالإنجليزية: Dorothy James)‏ هي ملحنة أمريكية، ولدت في 1 ديسمبر 1901، وتوفيت في 1 ديسمبر 1982.